# Espiarse
En náutica, espiarse es mover un barco valiéndose de una o varias espías.
Esta maniobra se emplea con frecuencia por las embarcaciones de vela para entrar o salir de un puerto, cuando el viento no les da para hacerlo y no hay o no se quiere utilizar un remolcador. También se usa para navegar a lo largo de un canal, etc.
En el caso más sencillo la maniobra de espiarse consiste simplemente en «tender la espía», amarrándola para ello a un muerto, argolla de tierra, ancla o anclote fondeado con ese fin, y cobrarla a bordo, después de introducirla por la proa, con el cabestrante, chigre (si el barco lo tiene) o mediante una fila de hombres que, o caminando por la cubierta si es espaciosa, o mano sobre mano, halan de ella. 
En otros casos, cuando el viento no es de la dirección en que se desea mover el barco y hay peligro de abordar cualquier obstáculo al aproarse al viento, además de la espía se usan otros cabos, dos para las amuras y dos para la aletas, que dejan al maniobrista dueño de los movimientos del buque.